# The Beatles Bootleg Recordings 1963
The Beatles Bootleg Recordings 1963 es un álbum de compilación con cincuenta y nueve canciones inéditas grabadas por The Beatles, fue editado el 17 de diciembre de 2013 exclusivamente por iTunes Store, durante algunas horas. La compilación fue lanzada con el fin de evitar que las grabaciones realizadas por The Beatles en 1963 entren legalmente en el dominio público en Europa. Así se editaron oficialmente grabaciones inéditas de sesiones de 1962, incluyendo tomas del primer sencillo, "Love Me Do".
Por este motivo se han editado otros álbumes con grabaciones inéditas como The 50th Anniversary Collection de Bob Dylan y The Big Beat 1963 de Brian Wilson y The Beach Boys.

## Composición
The Beatles Bootleg Recordings 1963 incluye 15 tomas de estudio y 44 temas en vivo de la BBC, editándose más material de la BBC junto con Live at the BBC (1994) y On Air - Live at the BBC Vol.2 (2013). Así el álbum incluye grabaciones en la BBC, outtakes de estudio y grabaciones de "demostración informal" de "Bad to me", un dueto de guitarra acústica por John Lennon y Paul McCartney, y "I'm in Love", un demo en piano de Lennon.

## Lista de canciones
| N.º | Título                                                                                             | Escritor(es)                                         | Duración |  |
| 1.  | «There's a Place» (Takes 5 & 6)                                                                    | Lennon–McCartney                                     | 2:19     |  |
| 2.  | «There's a Place» (Take 8)                                                                         | Lennon–McCartney                                     | 1:58     |  |
| 3.  | «There's a Place» (Take 9)                                                                         | Lennon–McCartney                                     | 2:04     |  |
| 4.  | «Do You Want to Know a Secret» (Track 2, Take 7)                                                   | Lennon–McCartney                                     | 2:17     |  |
| 5.  | «A Taste of Honey» (Track 2, Take 6)                                                               | Bobby Scott y Ric Marlow                             | 2:12     |  |
| 6.  | «I Saw Her Standing There» (Take 2)                                                                | Lennon–McCartney                                     | 3:07     |  |
| 7.  | «Misery» (Take 1)                                                                                  | Lennon–McCartney                                     | 1:54     |  |
| 8.  | «Misery» (Take 7)                                                                                  | Lennon–McCartney                                     | 1:56     |  |
| 9.  | «From Me to You» (Takes 1 & 2)                                                                     | Lennon–McCartney                                     | 3:24     |  |
| 10. | «From Me to You» (Take 5)                                                                          | Lennon–McCartney                                     | 2:17     |  |
| 11. | «Thank You Girl» (Take 1)                                                                          | Lennon–McCartney                                     | 2:09     |  |
| 12. | «Thank You Girl» (Take 5)                                                                          | Lennon–McCartney                                     | 2:04     |  |
| 13. | «One After 909» (Takes 1 & 2)                                                                      | Lennon–McCartney                                     | 4:29     |  |
| 14. | «Hold Me Tight» (Take 21)                                                                          | Lennon–McCartney                                     | 2:42     |  |
| 15. | «Money (That's What I Want)» (RM 7 Undubbed)                                                       | Janie Bradford y Berry Gordy                         | 2:48     |  |
| 16. | «Some Other Guy» (Live at the BBC for "Saturday Club", 26 de enero de 1963)                        | Jerry Leiber, Mike Stoller y Richard Barrett         | 2:02     |  |
| 17. | «Love Me Do» (Live at the BBC for "Saturday Club", 26 de enero de 1963)                            | Lennon–McCartney                                     | 2:31     |  |
| 18. | «Too Much Monkey Business» (Live at the BBC for "Saturday Club", 26 de enero de 1963)              | Chuck Berry                                          | 1:50     |  |
| 19. | «I Saw Her Standing There» (Live at the BBC for "Saturday Club", 16 de marzo de 1963)              | Lennon–McCartney                                     | 2:38     |  |
| 20. | «Do You Want to Know a Secret» (Live at the BBC for "Saturday Club", 26 de enero de 1963)          | Lennon–McCartney                                     | 1:50     |  |
| 21. | «From Me to You» (Live at the BBC for "Saturday Club", 26 de enero de 1963)                        | Lennon–McCartney                                     | 1:54     |  |
| 22. | «I Got to Find My Baby» (Live at the BBC for "Saturday Club", 26 de enero de 1963)                 | Berry                                                | 1:59     |  |
| 23. | «Roll Over Beethoven» (Live at the BBC for "Saturday Club", 29 de junio de 1963)                   | Berry                                                | 2:29     |  |
| 24. | «A Taste of Honey» (Live at the BBC for "Easy Beat", 23 de junio de 1963)                          | Scott, Marlow                                        | 2:01     |  |
| 25. | «Love Me Do» (Live at the BBC for "Easy Beat", 20 de octubre de 1963)                              | Lennon–McCartney                                     | 2:29     |  |
| 26. | «Please Please Me» (Live at the BBC for "Easy Beat", 20 de octubre de 1963)                        | Lennon–McCartney                                     | 2:08     |  |
| 27. | «She Loves You» (Live at the BBC for "Easy Beat", 20 de octubre de 1963)                           | Lennon–McCartney                                     | 2:19     |  |
| 28. | «I Want to Hold Your Hand» (Live at the BBC for "Saturday Club", 21 de diciembre de 1963)          | Lennon–McCartney                                     | 2:19     |  |
| 29. | «Till There Was You» (Live at the BBC for "Saturday Club", 21 de diciembre de 1963)                | Meredith Wilson                                      | 2:16     |  |
| 30. | «Roll Over Beethoven» (Live at the BBC for "Saturday Club", 21 de diciembre de 1963)               | Berry                                                | 2:16     |  |
| 31. | «You Really Got a Hold on Me» (Live at the BBC for "Pop Go The Beatles", 4 de junio de 1963)       | Smokey Robinson                                      | 2:54     |  |
| 32. | «The Hippy Hippy Shake» (Live at the BBC for "Pop Go The Beatles", 4 de junio de 1963)             | Chan Romero                                          | 1:43     |  |
| 33. | «Till There Was You» (Live at the BBC for "Pop Go The Beatles", 11 de junio de 1963)               | Wilson                                               | 2:14     |  |
| 34. | «A Shot of Rhythm and Blues» (Live at the BBC for "Pop Go The Beatles", 18 de junio de 1963)       | Terry Thompson                                       | 2:06     |  |
| 35. | «A Taste of Honey» (Live at the BBC for "Pop Go The Beatles", 18 de junio de 1963)                 | Scott, Marlow                                        | 1:56     |  |
| 36. | «Money (That's What I Want)» (Live at the BBC for "Pop Go The Beatles", 18 de junio de 1963)       | Bradford, Gordy                                      | 2:41     |  |
| 37. | «Anna (Go to Him)» (Live at the BBC for "Pop Go The Beatles", 25 de junio de 1963)                 | Arthur Alexander                                     | 3:02     |  |
| 38. | «Love Me Do» (Live at the BBC for "Pop Go The Beatles", 10 de septiembre de 1963)                  | Lennon–McCartney                                     | 2:29     |  |
| 39. | «She Loves You» (Live at the BBC for "Pop Go The Beatles", 24 de septiembre de 1963)               | Lennon–McCartney                                     | 2:16     |  |
| 40. | «I'll Get You» (Live at the BBC for "Pop Go The Beatles", 10 de septiembre de 1963)                | Lennon–McCartney                                     | 2:05     |  |
| 41. | «A Taste of Honey» (Live at the BBC for "Pop Go The Beatles", 10 de septiembre de 1963)            | Scott, Marlow                                        | 2:00     |  |
| 42. | «Boys» (Live at the BBC for "Pop Go The Beatles", 17 de septiembre de 1963)                        | Luther Dixon and Wes Farrell                         | 2:12     |  |
| 43. | «Chains» (Live at the BBC for "Pop Go The Beatles", 17 de septiembre de 1963)                      | Gerry Goffin and Carole King                         | 2:22     |  |
| 44. | «You Really Got a Hold on Me» (Live at the BBC for "Pop Go The Beatles", 17 de septiembre de 1963) | Robinson                                             | 2:57     |  |
| 45. | «I Saw Her Standing There» (Live at the BBC for "Pop Go The Beatles", 24 de septiembre de 1963)    | Lennon–McCartney                                     | 2:41     |  |
| 46. | «She Loves You» (Live at the BBC for "Pop Go The Beatles", 10 de septiembre de 1963)               | Lennon–McCartney                                     | 2:15     |  |
| 47. | «Twist and Shout» (Live at the BBC for "Pop Go The Beatles", 24 de septiembre de 1963)             | Phil Medley y Bert Russell                           | 2:36     |  |
| 48. | «Do You Want to Know a Secret» (Live at the BBC for "Here We Go", 12 de marzo de 1963)             | Lennon–McCartney                                     | 1:55     |  |
| 49. | «Please Please Me» (Live at the BBC for "Here We Go", 12 de marzo de 1963)                         | Lennon–McCartney                                     | 1:57     |  |
| 50. | «Long Tall Sally» (Live at the BBC for "Side by Side", 13 de mayo de 1963)                         | Enotris Johnson, Robert Blackwell y Richard Penniman | 1:49     |  |
| 51. | «Chains» (Live at the BBC for "Side by Side", 13 de mayo de 1963)                                  | Goffin, King                                         | 2:23     |  |
| 52. | «Boys» (Live at the BBC for "Side by Side", 13 de mayo de 1963)                                    | Dixon, Farrell                                       | 1:53     |  |
| 53. | «A Taste of Honey» (Live at the BBC for "Side by Side", 13 de mayo de 1963)                        | Scott, Marlow                                        | 2:04     |  |
| 54. | «Roll Over Beethoven» (Live at the BBC for "From Us to You", 26 de diciembre de 1963)              | Berry                                                | 2:17     |  |
| 55. | «All My Loving» (Live at the BBC for "From Us to You", 26 de diciembre de 1963)                    | Lennon–McCartney                                     | 2:06     |  |
| 56. | «She Loves You» (Live at the BBC for "From Us to You", 26 de diciembre de 1963)                    | Lennon–McCartney                                     | 2:21     |  |
| 57. | «Till There Was You» (Live at the BBC for "From Us to You", 26 de diciembre de 1963)               | Wilson                                               | 2:12     |  |
| 58. | «Bad to Me» (Demo)                                                                                 | Lennon–McCartney                                     | 1:29     |  |
| 59. | «I'm in Love» (Demo)                                                                               | Lennon–McCartney                                     | 1:32     |  |